# Molunat (Konavle)
Molunat je naselje smješteno na krajnjem jugu Dalmacije i Hrvatske, u općini Konavle.

## Zemljopisni položaj
Molunat je smješten na krajnjem jugu Hrvatske, 20 kilometara jugoistočno od Cavtata u uvali istoimenog poluotočića.

## Naziv
Naziv Molunat mjesto je dobilo po istoimenom poluotoku, koji je dobio ime po grčkoj riječi molos koja znači luka ili uvala.

## Povijest
Molunat je osnovan kao zbijeg u 15. stoljeću, a bio je sklonište za oboljele od kuge i karantena za brodove koji su dolazili iz okuženih luka. U selu ima neistraženih ostataka rimske arhitekture, a poluotočić je s kopnene strane zaštićen zidom koji su gradili Dubrovčani od 1468. – 1471. godine kako bi u slučaju opasnosti imali gdje skloniti obitelji. Unutarnja površina isparcelizirana je i razdijeljena na zemljišta za kuće stanovnika ili povremenih branitelja 1471. U uvali Veliki Molunat 1958. pronađeni su ostatci broda, oružja i raznih drugih predmeta. Danas se nalaze u dubrovačkom Pomorskom muzeju. Vjerojatno je to bio ruski brod potopljen pri povlačenju pred francuskom flotom 1803.
Ovo rubno područje Dubrovačke Republike često je bilo metom napada gusara. Još uvijek u narodu postoji priča po kojoj su gusari oteli četiri djevojke iz obitelji Kise, Ljubenka i Memeda dok su prale rublje u lokvi blizu sela. Za tri se nikad ništa nije saznalo, dok se četvrta javljala i bogato pomagala obitelj.
Tijekom Domovinskog rata Molunat je okupirala JNA i četničke postrojbe te je mjesto skoro u potpunosti bilo uništeno, popljačkano i popaljeno.

## Gospodarstvo
Gospodarstvo u Moluntu se zasniva na turizmu, ugostiteljstvu i ribarstvu. U mjestu se nalazi nekoliko malih pješčanih plaža.

## Stanovništvo
U Moluntu prema popisu stanovnika iz 2011. godine živi 212 stanovnika uglavnom Hrvata katoličke vjeroispovijesti.
| broj stanovnika |       |       |       | 38    | 43    | 52    |       |       | 109   | 104   | 87    | 103   | 149   | 199   | 217   | 212   | 234   |
|                 | 1857. | 1869. | 1880. | 1890. | 1900. | 1910. | 1921. | 1931. | 1948. | 1953. | 1961. | 1971. | 1981. | 1991. | 2001. | 2011. | 2021. |